# العملات الصينية القديمة

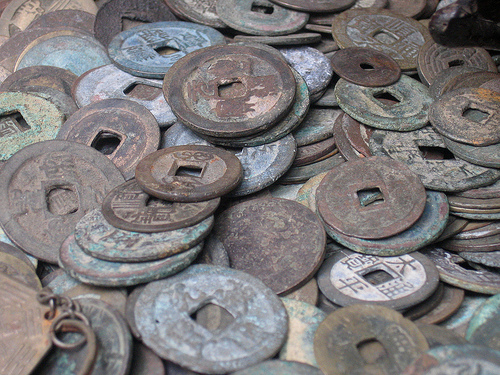
العملات الصينية القديمة

يوجد بين العملات الصينية القديمة بعض من أقدم العملات المعدنية المعروفة. هذه العملات المعدنية التي استُخدمت في وقت مبكر من فترة الربيع والخريف (770-476) قبل الميلاد)، تأتي على شكل تقليد لأصداف الكاوري التي كانت تستخدم في التبادلات الاحتفالية. وشهدت نفس الفترة أيضًا إصدار أول العملات المعدنية. ومع ذلك لم تكن مستديرة في البداية، بل كانت على شكل سكين أو مجرفة. العملات المعدنية المستديرة ذات الثقب في المنتصف الدائري ثم المربعي لاحقًا، أُصدرت لأول مرة حوالي عام 350 قبل الميلاد. في بداية عهد أسرة تشين (221-206) قبل الميلاد)، أول سلالة توحد الصين، شهدت الصين إدخال عملة موحدة للإمبراطورية بأكملها. أنتجت السلالات اللاحقة أشكالاً مختلفة من هذه العملات المعدنية المستديرة طوال الفترة الإمبراطورية. في البداية كان توزيع العملات المعدنية يقتصر على الاستخدام حول منطقة العاصمة. ولكن مع بداية عهد أسرة هان أصبحت العملات المعدنية تستخدم على نطاق واسع لأغراض متنوعة مثل دفع الضرائب والرواتب والغرامات.
تختلف العملات الصينية القديمة بشكل ملحوظ عن نظيراتها الأوروبية. صُنعت العملات الصينية عن طريق صبها في قوالب في حين كانت العملات الأوروبية تُقطع وتُطرق عادةً أو تُطحن في فترات لاحقة. كانت العملات الصينية تصنع عادة من خليط من المعادن مثل النحاس والقصدير والرصاص ، أو من البرونز أو النحاس الأصفر أو الحديد، وكانت المعادن الثمينة مثل الذهب والفضة تستخدم بنسبة أقل. وقد اختلفت نسبة المعادن المستخدمة ونقاؤها في العملات المعدنية بشكل كبير. أُنتجت معظم العملات المعدنية الصينية بفتحة مربعة في المنتصف. كانت هذه الفتح تستخدم للسماح بربط مجموعات من العملات المعدنية على قضيب مربع بحيث يمكن برد الحواف الخشنة بسلاسة، ثم ربطها بخيوط لسهولة التعامل.
لم يكن إنتاج العملات المعدنية الرسمية مركزيًا دائمًا، بل كان من الممكن تتبعه في العديد من مواقع سك العملة في جميع أنحاء البلاد. وبعيدًا عن العملات المعدنية المنتجة رسميًا، كان سك العملات الخاصة أمرًا شائعًا خلال العديد من مراحل التاريخ. لقد اتُخذت إجراءات مختلفة مع مرور الوقت لمحاولة مكافحة سك العملات الخاصة والحد من آثارها وجعلها غير قانونية. وفي أوقات أخرى كان يُسمح بسك العملات الخاصة. وقد اختلفت قيمة العملات المعدنية عبر التاريخ.
انتجت بعض العملات المعدنية بأعداد كبيرة جدًا خلال عهد هان الغربية بمعدل 220 مليون قطعة نقدية سنويًا. كانت العملات المعدنية الأخرى ذات تداول محدود وهي اليوم نادرة للغاية، حيث من المعروف وجود ستة أمثلة فقط من عملة دا كوان وو تشيان من سلالة وو الشرقية (222-280). في بعض الأحيان تُكتشف كميات كبيرة من العملات المعدنية. على سبيل المثال اكتُشف كنز في جيانغسو يحتوي على 4000 عملة تاي تشينغ فنغ لي. وفي تشانغبو في شنشي اكتُشفت جرة مختومة تحتوي على 1000 عملة بان ليانغ بأوزان وأحجام مختلفة.

## ما قبل الإمبراطورية (770-220 قبل الميلاد)
قال سيما تشيان (المؤرخ العظيم في حوالي عام 100 قبل الميلاد) عندما وصف تاريخ أقدم العملات المعدنية في الصين:
مع فتح التبادل بين المزارعين والحرفيين والتجار بدأ استخدام أموال أصداف السلاحف وأصداف الكاوري، والذهب والعملات المعدنية ( (بالصينية: 錢; البينيين: qián) 高安安) والسكاكين ( (بالصينية: 刀; البينيين: dāo) والبستوني ( (بالصينية: 布; البينيين: bù) ). وقد كان الأمر كذلك منذ العصور القديمة.
في حين لا توجد معلومات كافية عن استخدام أصداف السلاحف كعملة، لكن من المعلوم أن الذهب والأصداف البحرية (سواء كانت أصدافًا حقيقية أو نسخًا طبق الأصل) استخدمت جنوب النهر الأصفر. مع أنه لا يوجد شك في أن العملات المعدنية الشهيرة التي تتخذ شكل المجرفة والسكين كانت تستخدم كعملات معدنية، إلا أنه لم يثبت أن العناصر الأخرى التي غالبًا ما يقدمها التجار كعملات معدنية مثل الأسماك والسهام والأجراس المعدنية كانت تستخدم أيضًا كعملات معدنية. إذ لم يُعثر عليها في كنوز العملات المعدنية والاحتمال هو أن تكون كل هذه في الواقع عناصر تتعلق بالجنازات. تشير الأدلة الأثرية إلى أن أقدم استخدام للنقود المصنوعة من المجرفة والسكين كان في فترة الربيع والخريف (770-476) قبل الميلاد). وكما هو الحال في اليونان القديمة كانت الظروف الاجتماعية والاقتصادية في ذلك الوقت مواتية لاعتماد العملات المعدنية. :1

### الكاوري
تظهر النقوش والأدلة الأثرية أن أصداف الكاوري كانت تعتبر من الأشياء المهمة ذات القيمة في عهد أسرة شانغ (حوالي 1766 - 1154 قبل الميلاد). وفي فترة تشو كان يشار إليها في كثير من الأحيان على أنها هدايا أو مكافآت من الملوك والنبلاء إلى رعيتهم. ومن المحتمل أن تكون التقليدات اللاحقة المصنوعة من العظام أو الحجر أو البرونز قد استخدمت كعملة في بعض الحالات.

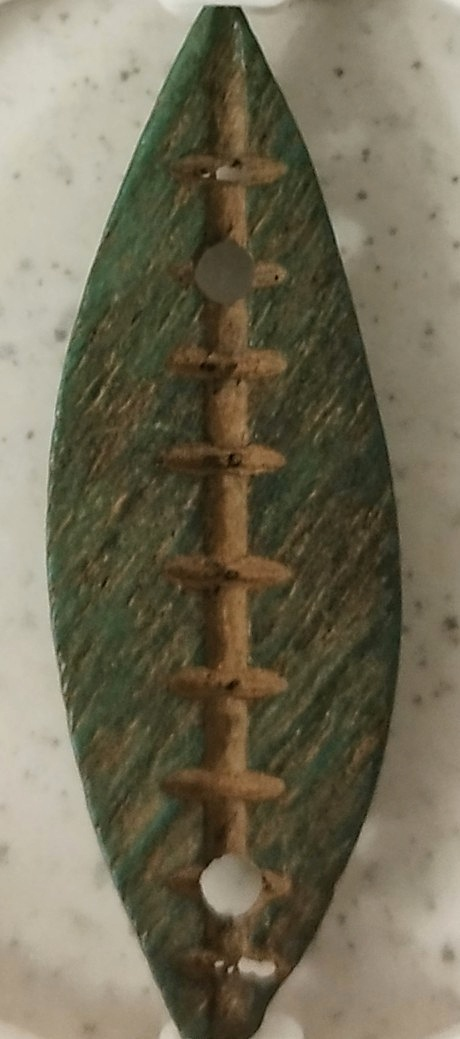
تقليد صدفة الكاوري في عظم أخضر، الصين، تشو دي الغربية (1046 قبل الميلاد - 771 قبل الميلاد) - ولاية جين؛ الطول: 40.3 ملم

يعتقد البعض أن العملات المعدنية الصينية الأولى كانت عبارة عن تقليد برونزي لأصداف الكاوري عثر عليها في مقبرة بالقرب من أنيانغ يعود تاريخها إلى حوالي 900 قبل الميلاد. ولكن هذه العناصر تفتقر إلى النقوش.
هناك قطع برونزية مماثلة عليها نقوش، تُعرف باسم نقود أنف النمل(بالصينية: 蟻鼻錢; البينيين: yǐ bí qián) أو نقود وجه الشبح (بالصينية: 鬼臉錢; البينيين: guǐ liǎn qián) وقد استخدمت هذه كعملات أموال بالتأكيد. وقد عثر عليها في المناطق الواقعة إلى الجنوب من النهر الأصفر والتي تتبع لولاية تشو في فترة الممالك المتحاربة. وكان أحد الكنوز يحتوي على حوالي 16000 قطعة. وزنها متغير للغاية وغالبًا ما تحتوي سبائكها على نسبة عالية من الرصاص. يشير اسم "النمل والأنف" إلى مظهر النقوش، وليس له علاقة بإبعاد النمل عن أنوف الجثث. :3

### الذهب

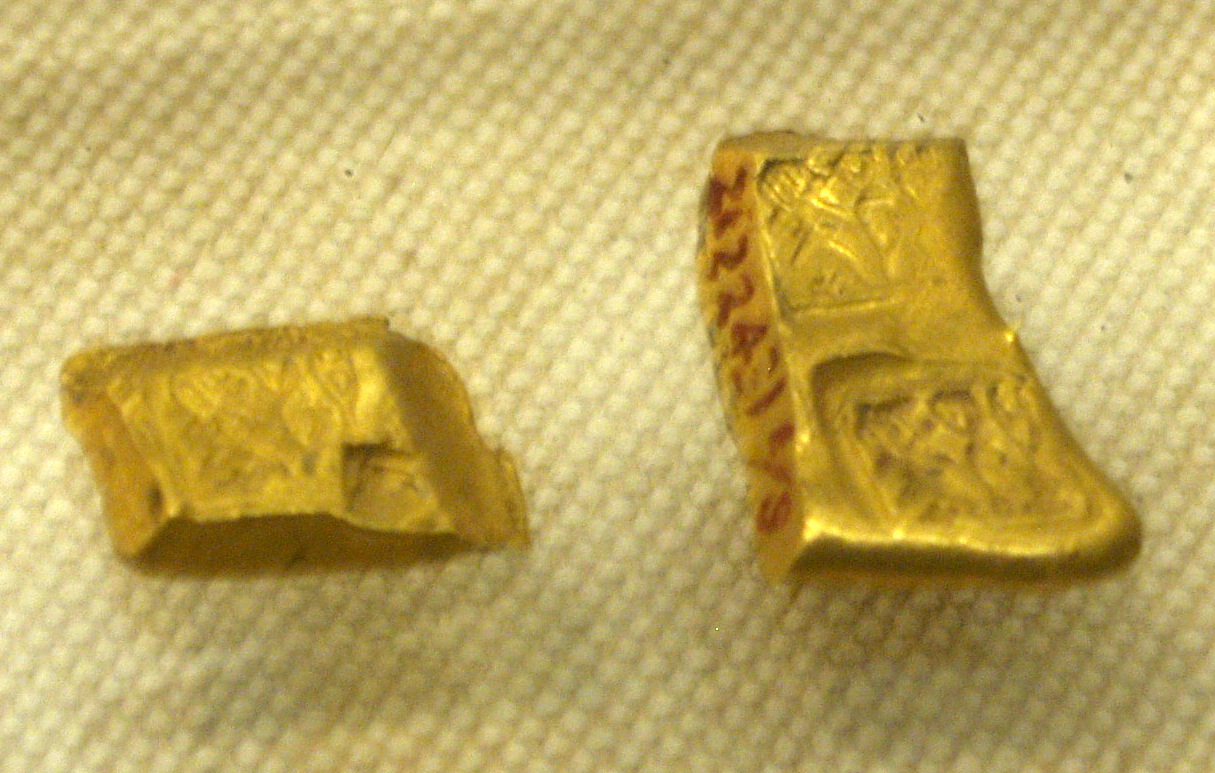
عملات ذهبية تحمل علامة "ينغ يوان". "ينغ" هو اسم عاصمة تشو.

العملة الذهبية الوحيدة التي سكت في هذه الفترة كانت عملة تشو الذهبية (بالصينية: 郢爰; البينيين: yǐng yuán)، والتي تتكون من صفائح من الذهب 3-5 مم وبأحجام مختلفة، مع نقوش تتكون من طوابع مربعة أو مستديرة حيث يوجد عليها حرف واحد أو حرفين. وقد تم اكتُشفت في مواقع مختلفة جنوب النهر الأصفر مما يشير إلى أنها كانت من منتجات ولاية تشو. غالبًا ما يكون أحد الأحرف الموجودة في نقوشهم عبارة عن وحدة نقدية أو وزن يُقرأ عادةً على أنه يوان (بالصينية: 爰; البينيين: yuán). تختلف القطع بشكل كبير في الحجم والسمك. ويبدو أن الطوابع هي جهاز للتحقق من صحة الكتلة بأكملها وليس دليلاً لكيفية تقسيمها إلى قطع وِحدة. وقد أُبلغ عن بعض العينات في النحاس أو الرصاص أو الطين. من المحتمل أن هذه كانت أموال للجنازات وليست عملات متداولة، كما هو الحال في المقابر. ولكن العملات الذهبية ليست كذلك. :79

### قطع اليشم
وقد اقترح البعض أن قطع اليشم كانت شكلاً من أشكال المال في عهد أسرة شانغ.

### العلامة التجارية للمال
ماركات العملات المعدنية (بالصينية: 錢牌; البينيين: qián pái) نادرًا ما كانت تُستخدم في ولاية تشو. وقد استخدمت مرة أخرى في عهد أسرة سونغ.

### نقود المجرفة

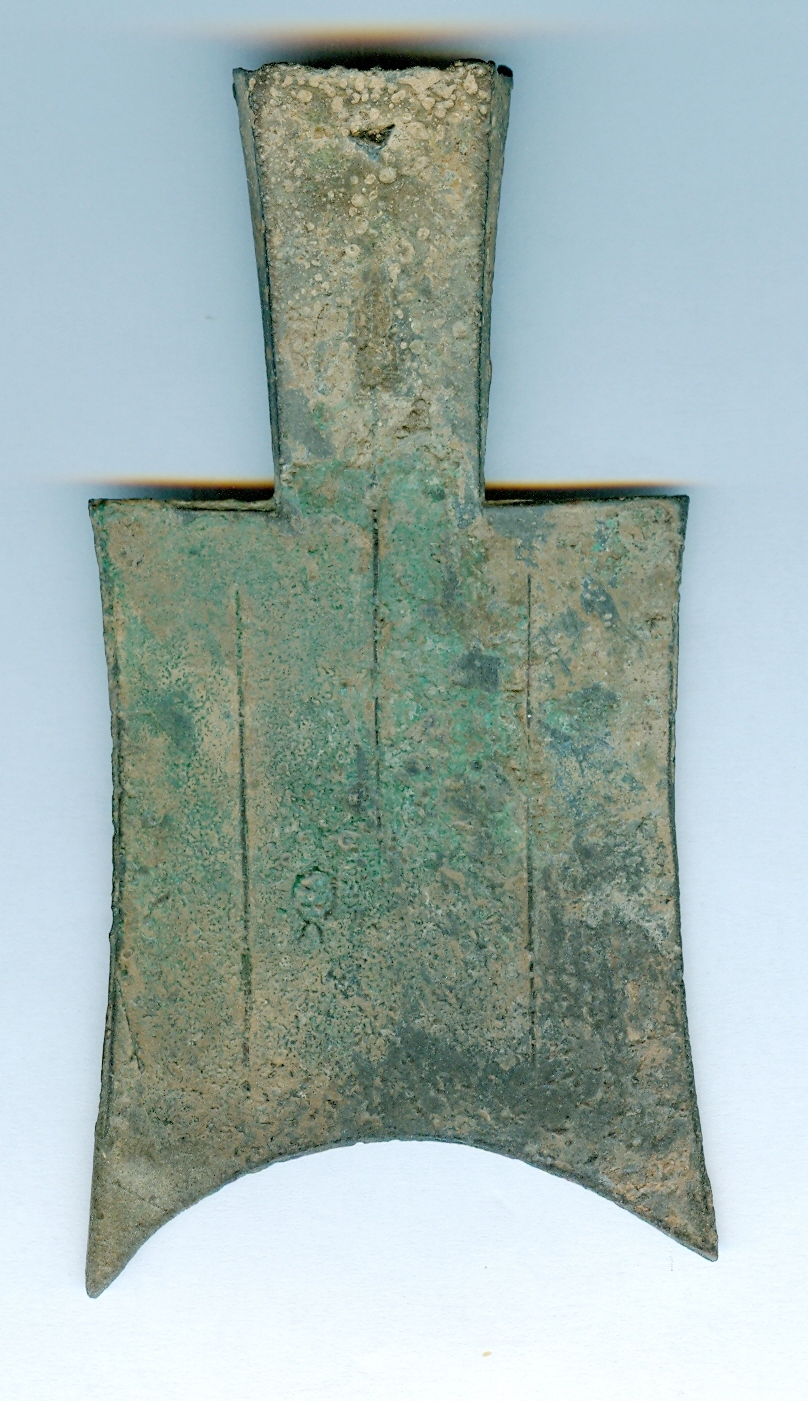
نقود المجرفة

#### المجرفة بمقبض مجوف
مجارف بمقبض مجوف (بالصينية: 布幣; البينيين: bùbì) هي رابط بين أدوات إزالة الأعشاب الضارة المستخدمة في المقايضة والأشياء المنمقة المستخدمة كعملة. من الواضح أنها ركيكة للغاية للاستخدام في الحقول، لكنها تحتفظ بالمقبس المجوف الذي يمكن من خلاله ربط أداة حقيقية بالمقبض. هذا المقبس مستطيل الشكل في المقطع العرضي، ولا يزال يحتفظ بالطين من عملية الصب. وأيضًا يُعاد إنتاج الفتحة التي من خلالها تُثبت الأداة بمقبضها.
- نموذج أولي من نقود المجرفة: هذا النوع من نقود المجرفة يشبه في الشكل والحجم الأدوات الزراعية الأصلية. وفي حين أن بعضها ربما يكون قويًا بما يكفي لاستخدامه في الحقول، فإن البعض الآخر أخف وزنًا بكثير ويحمل نقشًا قد يكون اسم المدينة التي أصدرته. وقد عُثر على بعض هذه الأشياء في مقابر شانغ وتشو الغربية. لذا فهي تعود إلى حوالي 1200-800 قبل الميلاد. يبدو أن العينات المنقوشة يعود تاريخها إلى حوالي عام 700 قبل الميلاد.[1] :5
- مجارف الكتف المربعة: تتميز عملات مجارف الكتف المربعة بأكتاف مربعة وقاعدة مستقيمة أو منحنية قليلاً وثلاثة خطوط متوازية على الوجه والظهر. عُثر عليها بكميات تصل إلى عدة مئات في المنطقة المقابلة للمجال الملكي لتشو (جنوب خبي وشمال خنان). يرجع تاريخها إلى أوائل فترة الربيع والخريف حوالي عام 650. كانت هذه العملات المعدنية تتكون عادة من حرف واحد، والذي يمكن أن يكون رقمًا أو حرفًا دوريًا أو اسم مكان أو اسم عشيرة. ولم يُسلَّم بإمكانية أن تكون بعض النقوش عبارة عن أسماء لتجار. والكتابة الخام هي كتابة الحرفيين الذين صنعوا العملات المعدنية، وليس الخط الأكثر دقة للعلماء الذين كتبوا النقوش النذرية على البرونز. وأسلوب الكتابة يتوافق مع أسلوب فترة تشو الوسطى. وهناك أكثر من 200 نقش معروف. والعديد منها لم تُفك شفرتها بالكامل. ويمكن العثور على الحروف على يسار أو يمين الخط المركزي وأحيانًا تكون مقلوبة أو رجعية. وعادة ما يكون خليط هذه العملات المعدنية 80% نحاس و15% رصاص و5% قصدير. وتوجد في أكوام من المئات وليس الآلاف وأحيانًا تكون مربوطة معًا في حزم. ومع عدم وجود ذكر في الأدبيات لقوتها الشرائية إلا أنه من الواضح أنها لم تكن من العملات الصغيرة.[1] :6
- المجارف ذات الكتف المائلة: تتميز المجارف ذات الكتف المائلة عادةً بكتف مائل، مع خطين خارجيين على الوجه والظهر بزاوية. غالبًا ما يكون الخط المركزي مفقودًا. هذا النوع أصغر عمومًا من النموذج الأولي أو المجارف ذات الكتف المربعة. نقوشه تكون أكثر وضوحًا وتتكون عادةً من حرفين. ترتبط بمملكة تشو ومنطقة خنان. يشير حجمها الأصغر إلى أنها أحدث تاريخًا من المجارف ذات الكتف المربعة.[1] :14 مال الكتف المائل

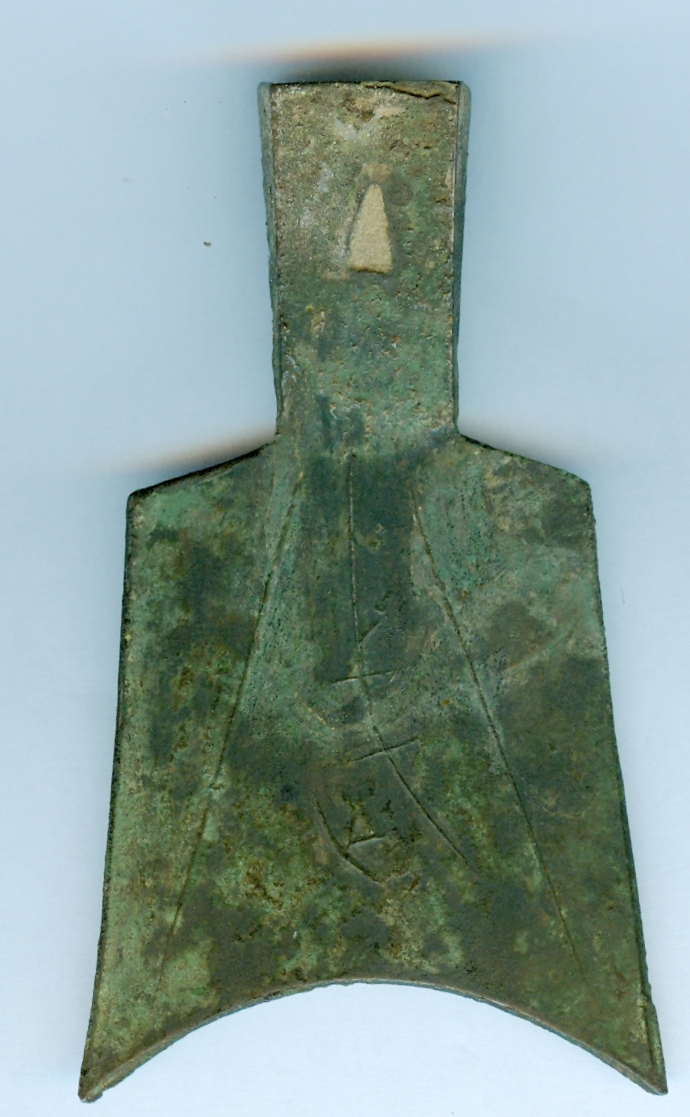
مال الكتف المائل

- مجارف ذات أكتاف مدببة: يتميز هذا النوع من المجارف بأكتاف وأقدام مدببة ومقبض طويل مجوف. توجد ثلاثة خطوط متوازية على الوجه والظهر وتوجد أحيانًا نقوش. عُثر عليه في شمال شرق خنان وفي شانشي وأراضي دوقية جين، التي أصبحت فيما بعد تشاو. يُعتقد أنها أحدث تاريخًا إلى حد ما من المجارف ذات الأكتاف المربعة. يبدو أن شكلها مصمم لسهولة ربطها معًا في حزم بدلاً من تطويرها من أداة زراعية معينة.[1] :17

#### المجرفة ذات المقبض المسطح
لقد فقد هذا النموذج المقبض المجوف للمجارف المبكرة. جميعهم تقريبًا لديهم أرجل مميزة، مما يشير إلى أن نمطهم كان متأثرًا بالمجارف ذات المقبض المجوف ذات الكتف المدببة، ولكن صُممت بشكل أكبر لسهولة التعامل معها. وهي عمومًا أصغر حجمًا. وفي بعض الأحيان يكون لها طوائف محددة في نقوشها بالإضافة إلى أسماء الأماكن. وهذا (إلى جانب القليل من الأدلة التي يمكن استخلاصها من تواريخ إنشاء بعض مدن السك) يوضح أن هذه المدن كانت تطوراً لاحقة. تشير الأدلة الأثرية إلى أنها تعود إلى فترة الدول المتحاربة (475-221) قبل الميلاد). تحتوي المجارف ذات الأقدام المقوسة على سبيكة تتكون من حوالي 80% من النحاس. أما بالنسبة للأنواع الأخرى فإن محتوى النحاس يتراوح بين 40% و70%. :19

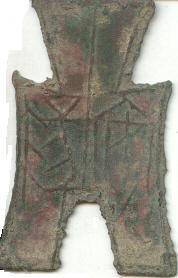
قدم مربع مجرفة من آن يانغ

- المجرفة ذات القاعدة المقوسة: يتميز هذا النوع بأن الجزء المركزي (الكرسي) مقوس غالبًا على شكل "U" مقلوبة. الكتفين قد يكونان دائريين أو زاويتين. تُحدد غالبًا بأوزان نصف أو واحد أو اثنين "جين". تُنسب إلى دولة ليانغ (المعروفة أيضًا باسم وي) التي ازدهرت بين 425 و344 قبل الميلاد، ودولة هان (403–230 قبل الميلاد). [8]:19

- المجرفة الخاصة بدولة ليانغ: تشبه في شكلها الفؤوس ذات القاعدة المقوسة. النقوش عليها كانت محل نقاش طويل، لكن تم الاتفاق على أن هذه العملات أُصدرت من قبل دولة ليانغ، وأن النقوش تشير إلى علاقة بين وزن العملات بوحدة "جين" ووحدة أخرى تُسمى "ليه"، التي قد تكون وحدة وزن أو مال.[8] :24

- المجرفة ذات القاعدة المدببة: يتميز هذا النوع بأقدام مدببة وكرسي مربع؛ أما الكتفين فقد يكونان متجهين للأعلى أو مستقيمين. يُعتبر هذا النوع تطورًا واضحًا للفؤوس ذات الكتفين المدببين والمقبض الأجوف. وزن وحجم النماذج الكبيرة متوافق مع وحدة "جين" واحدة من الفؤوس ذات المقبض المسطح، أما النماذج الصغيرة فتحدد أحيانًا وحدة "جين" واحدة أو نصف "جين"، لكن غالبًا لا تحدد الوحدة. يبدو أن وحدة نصف "جين" أصبحت المعيار. وهي تُنسب إلى دولة تشاو وتُكتشف غالبًا في مقاطعتي شانشي أو خبي. تحتوي غالبًا على أرقام على الجهة الخلفية. الأسماء ذات الحرفين للمطابع تعني أن المدن التي سكّت هذه العملات يمكن تحديدها بشكل أكثر دقة مقارنة بالسلاسل الأقدم. [8]:26

- المجرفة ذات القاعدة المربعة في أن يانغ: يتميز هذا النوع بقاعدة مربعة وكرسي مربع وخط مركزي على الوجه الأمامي. أما الوجه الخلفي فعادة ما يحتوي على ثلاثة خطوط فقط باستثناء الفؤوس المنتجة من بعض المطابع في دولة تشاو التي أنتجت أيضًا الفؤوس ذات القاعدة المدببة، حيث تحتوي هذه على أرقام على الوجه الخلفي. المطابع التي أنتجت الفؤوس ذات القاعدة المربعة أكثر عددًا من تلك التي أنتجت الفؤوس ذات القاعدة المدببة. أوزانها متوافقة مع فئة نصف "جين". تُنسب إلى دول هان وتشاو وليانغ وزو وويان. أما أماكن العثور عليها فتشمل مقاطعات منغوليا الداخلية وجيلين وخبي وشانشي وشنشي وشاندونغ وجيانغسو وآنهوي وخنان وتشجيانغ. لا شك أن هذا النوع معاصر للفؤوس ذات القاعدة المدببة. حيث أصدرت بعض المطابع كلا النوعين، وعُثر عليهما معًا في الكنوز.[8] :35

- المجرفة ذات الزوايا الحادة: تُشكل سلسلة فرعية مميزة من الفؤوس ذات القاعدة المربعة. تختلف قليلاً عن النوع العادي بوجود نتوءات مثلثة صغيرة على المقبض. تتضمن النقوش على الأنواع الثلاثة الأكبر الأحرف "جين"(بالصينية: 金; البينيين: jīn) و"نيه"(بالصينية: 涅; البينيين: niè). مع أنَّ "نيه" كان اسم نهر في خنان إلا أنه لا يمكن تفسيره بسهولة كجزء من اسم مكان، حيث يوجد مع أسماء أماكن أخرى مثل "لو شي" و"يو". وفقًا لكتاب "فانغ يان" (كتاب قديم عن اللهجات) كان "نيه" يعني نفس معنى "هوا" ((بالصينية: 化; البينيين: huà))، أي المال أو العملة. لذا تعني الأحرف "جين نيه" "عملة معدنية". يبدو أن أوزان العملات الأكبر أعلى قليلاً من معيار 14 غرامًا الخاص بوحدة "جين". أما أماكن العثور عليها فتتوافق مع دول ليانغ وهان.[8]:35

- المجرفة "دانغ جين": تُشكل مجموعة فرعية أخرى تُظهر نقوشها تكافؤ الوحدات بين منطقتين تجاريتين. تحتوي العملات الكبيرة والصغيرة على حرف "جين" ((بالصينية: 伒; البينيين: jìn)) في النقوش. يُعتبر هذا الحرف نفس الوحدة "جين" الموجودة في عملات الفؤوس ذات المقبض المسطح الأخرى. لكن وزن هذه العملات (28 غرامًا) يشير إلى أن الوحدة كانت ضعف 14 غرامًا، مما قد يشير إلى وحدة محلية للمنطقة. العملات الصغيرة غالبًا ما تُكتشف كقطعتين متصلتين من القاعدة. هذا هو الشكل الذي كانت تُسك عليه. ولكن من غير الواضح إذا كان من المفترض أن تُتداول بهذا الشكل. يتراوح وزنها بين 7 و8 غرامات أي ربع وزن العملات الكبيرة، مما يجعل النقش الذي يشير إلى أن أربع عملات تعادل وحدة "جين" منطقيًا. النقوش على وجهها الأمامي أثارت جدل كبير. بناءً على توافق الآراء، القراءة الأكثر منطقية هي: "[مدينة] بيي عملة تعادل جين" (بالصينية: 斾比當伒; البينيين: pèi bǐ dāng jìn).[8]:50

- المجرفة ذات القاعدة الدائرية: تتميز بمقبض دائري وكتفين دائريين وقاعدة دائرية. وهو نوع نادر ويتمثل بعملات خمس مدن في شانشي الحالية بين نهري فين والأصفر. هناك حجمان يعادلان فئات "جين" واحد ونصف "جين". وتحتوي على أرقام متنوعة على الوجه الخلفي. إحدى النظريات تنسبها إلى دول تشين وتشاو في نهاية فترة الممالك المتحاربة، وأخرى تنسبها إلى دولة تشونغشان خلال القرن الرابع قبل الميلاد. [8]:52

- عملات "بو" ذات الثقوب الثلاثة: تتميز بثقوب في المقبض والقدمين ومقبض دائري وكتفين دائريين وقاعدة دائرية. وهو نوع نادر آخر موجود بأحجام كبيرة وصغيرة. الحجم الكبير يحمل نقش "ليانغ" (بالصينية: 兩; البينيين: liǎng) على الوجه الخلفي. والحجم الصغير يحمل نقش "اثنا عشر زهو" (بالصينية: 十二銖; البينيين: shí'èr zhū). حيث أن وحدة وزن "ليانغ" كانت تُقسم إلى 24 "زهو" ومن الواضح أن الحجمين يمثلان فئات "واحد" و"نصف". تحتوي أيضًا على أرقام تسلسلية على المقبض من الوجه الخلفي. لم تُحدد الدولة التي أصدرتها بشكل قاطع كما هو الحال مع الفؤوس ذات القاعدة الدائرية. أماكن العثور عليها تقع في شرق شانشي وخبي. أسماء المطابع هي مدن احتلتها كل من تشونغشان وتشاو.[8]:53

### نقود السكين

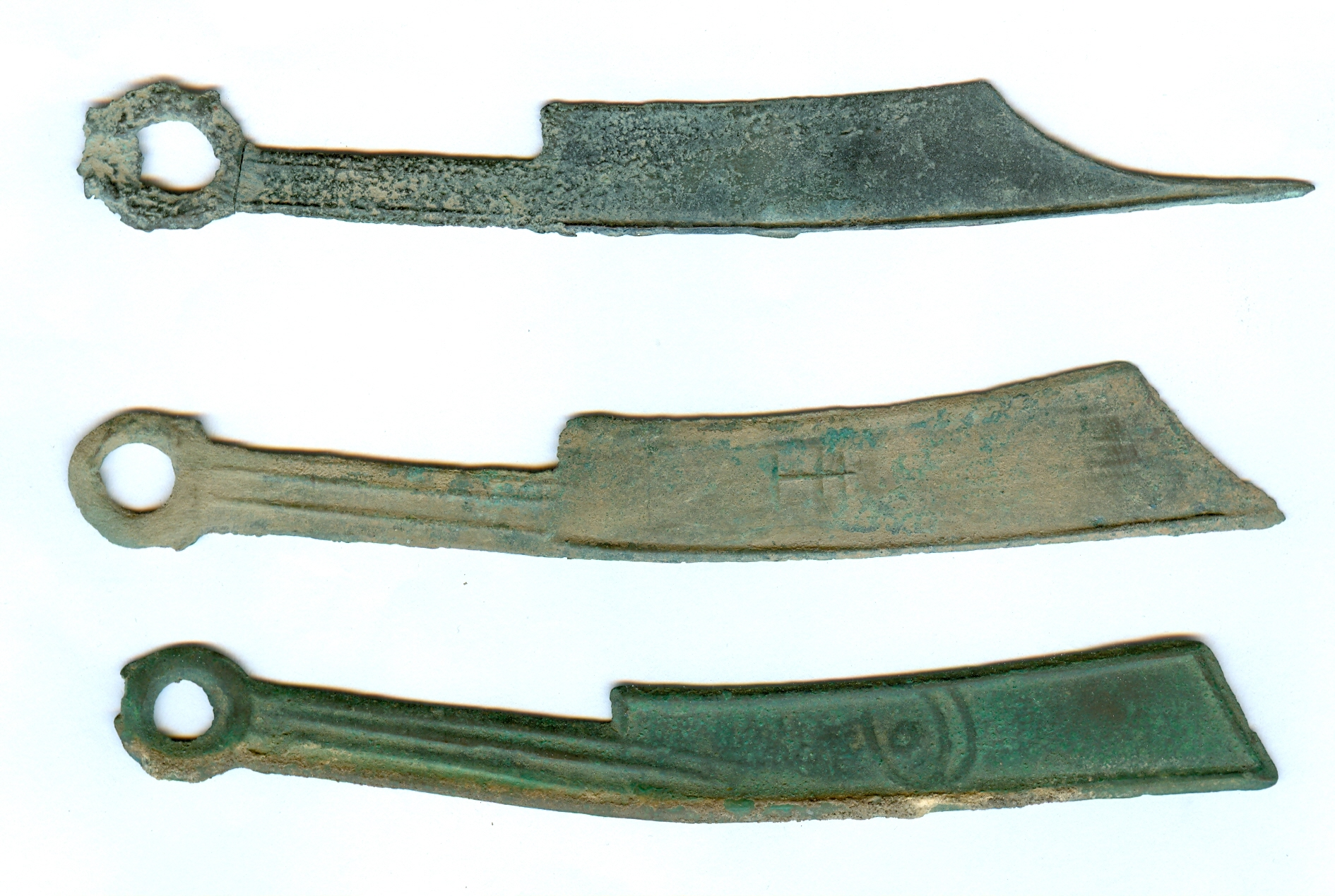
أموال سكين ولاية يان (燕国刀币)

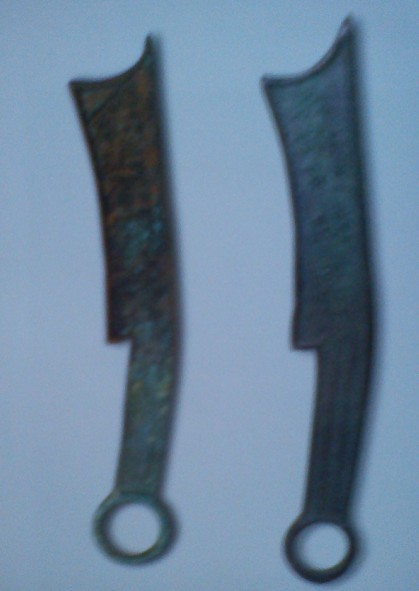
نقود السكين المكونة من ست كلمات

نقود السكين هي إلى حد كبير نفس شكل السكاكين الفعلية المستخدمة خلال فترة تشو. ويبدو أنها تطورت بالتوازي مع أموال المجرفة بأسمائها الحقيقية في شمال شرق الصين.:53
- سكاكين تشي: تُنسب هذه السكاكين الكبيرة إلى دولة تشي وتتواجد في منطقة شاندونغ. ولا يبدو أنها كانت متداولة كثيرًا خارج هذه المنطقة. وعلى الرغم من الجدل الكبير حول تاريخ إصدارها، إلا أن علم الآثار يُظهر أنها من منتجات فترة الدول المتحاربة. وتُعرف باسم سكاكين ذات ثلاثة أحرف وسكاكين ذات أربعة أحرف وما إلى ذلك وفقًا لعدد الأحرف في نقوشها. ويعتبر البعض أن الخطوط الأفقية الثلاثة والعلامة الموجودة أسفل بعض السكاكين هي جزء من النقش. ويشير النقش إلى تأسيس دولة تشي. وقد يكون هذا في عام 1122 قبل الميلاد أو 894 قبل الميلاد أو 685 قبل الميلاد أو 386 قبل الميلاد، اعتمادًا على كيفية تفسير التاريخ المبكر. التاريخان اللاحقان هما الأكثر احتمالاً لتقديم هذه العملات. تحتوي سبيكة السكاكين ذات الثلاثة أحرف على حوالي 54% من النحاس و38% من الرصاص و8% من القصدير. تحتوي السكاكين ذات الأربعة أحرف والخمس أحرف على حوالي 70% من النحاس.[1]:54
- السكاكين ذات الرأس الإبري: يتميز هذا النوع من السكاكين برأسها الطويل المدبب. ولم تكن معروفة حتى عام 1932 عندما اكتشف كنز منها في تشنغده بمقاطعة خبي. كما عُثر على كنوز لاحقة في هذه المنطقة. وقد قيل إن مثل هذه السكاكين كانت تُنتج للتجارة بين الصينيين والهيونغو الذين احتلوا هذه المنطقة الشمالية في ذلك الوقت. وقد يكون هذا النوع مجرد اختلاف محلي للسكاكين ذات الرأس المدبب أو أنه النوع الأصلي الذي عُدِّل لأنه كان غير مريح للاستخدام. وقد سُجل حوالي خمسين نقشًا عليها تتكون من أرقام وحروف دورية وحروف أخرى لم يُفك رموز العديد منها.[1]:59
- السكاكين ذات الرأس المدبب: نهاية النصل منحنية ولكنها تفتقر إلى الرأس المدبب الطويل للسكاكين ذات الرأس الإبري. ترتبط بقع العثور على هذا النوع من نقود السكاكين في شمال شرق الصين بولاية يان. في السنوات الأخيرة صنعت كميات تصل إلى 2000 من هذه السكاكين، وأحيانًا تكون مربوطة معًا في حزم من 25 أو 50 أو 100. سُجل عليها أكثر من 160 نقشًا مختلفًا. تمثل بعض النقوش أرقامًا أو أحرفًا دورية، لكن العديد منها لم تُفك شفرتها. على عكس نقود المجرفة ذات المقبض المجوف، لم تُربط الحروف عمومًا بأسماء الأماكن المعروفة. أحجامها وأوزانها (11 إلى 16 جرامًا) متغيرة للغاية مما يؤدي إلى اقتراح أنواع فرعية مختلفة من قبل سلطات مختلفة.[1]:60
- سكاكين مينغ: سكاكين مينغ أصغر عمومًا من السكاكين ذات الطرف المدبب، وتكون أطرافها مستقيمة تقريبًا. يأخذ هذا النوع من نقود السكين اسمه من الحرف الموجود على الوجه، والذي يُقرأ تقليديًا على أنه مينغ (بالصينية: 明; البينيين: míng). وقد قُدمت مقترحات أخرى (بالصينية: 易; البينيين: yì) وجو (بالصينية: 莒; البينيين: jǔ) ومينغ (بالصينية: 盟; البينيين: méng) و تشاو (بالصينية: 召; البينيين: zhào). اكتُشف دار سك النقود لسكاكين مينغ في شيادو في الجنوب الغربي من بكين. كان هذا موقع يي عاصمة ولاية يان منذ عام 360 قبل الميلاد، لذا فإن قراءة يي وجدت استحسانًا في الآونة الأخيرة. وقد اكتُشفت قوالب أيضًا في شاندونغ. وقد عُثر على هذه العملات نفسها في كثير من الأحيان بكميات كبيرة في مقاطعات خبي وهينان وشاندونغ وشانشي وشنشي ومنشوريا وحتى في أماكن بعيدة مثل كوريا واليابان. يُعثر على هذه العملات مع المال المدبب والمربع.

عُثر على شكلين مختلفين لسكين مينغ. الأول -وربما الأقدم- منحني مثل السكاكين ذات الرأس المدبب. أما النوع الثاني فهو ذو شفرة مستقيمة وغالباً ما يكون به انحناء بزاوية واضحة في المنتصف. هذا الشكل يُعرف باسم تشينغ (磬)، وهو حجر الجرس. تحتوي سبائكها على حوالي 40% من النحاس ويبلغ وزنها حوالي 16 جرامًا.
توجد مجموعة واسعة من الأحرف على الجانب الخلفي من سكاكين مينغ. بعضها عبارة عن أحرف مفردة أو أرقام مشابهة لتلك الموجودة على السكاكين ذات الأطراف المدببة. تحتوي مجموعتان كبيرتان على نقوش تبدأ بالأحرف يو (بالصينية: 右; البينيين: yòu; بالترجمة الحرفية 'right') أو زو (بالصينية: 左; البينيين: zuǒ; بالترجمة الحرفية 'left') متبوعًا بأرقام أو أحرف أخرى. "يو" لها معنى فرعي وهو الصغير أو الغرب و"زو" يمكن أن تعني أيضًا الكبير أو الشرق. (كشفت الحفريات في شيادو في المدينة الداخلية عن قصر زو غونغ على الجانب الأيسر وقصر يو غونغ على الجانب الأيمن.) تُظهر أوجه التشابه بين الشخصيات الأخرى في هاتين المجموعتين أنها حٌددت من خلال نفس النظام. تحتوي مجموعة أصغر على نقوش تبدأ بـ واي (بالصينية: 外; البينيين: wài; بالترجمة الحرفية 'outside') لكن الشخصيات الأخرى ليس لديها الكثير من القواسم المشتركة مع مجموعتي يو وزو . المجموعة الرابعة تحتوي على نقوش تبدأ بحرف غير واضح وحروف أخرى مشابهة لتلك الموجودة في مجموعتي يو و زو . بالقياس على الـ واي قُرأ هذا الحرف الغير واضح على أن ني(بالصينية: 内; البينيين: nèi; بالترجمة الحرفية 'inside') أو تشونغ (بالصينية: 中; البينيين: zhōng; بالترجمة الحرفية 'centre').:63
- سكاكين ولاية تشي مينغ (سكاكين بوشان): مظهرها العام يشبه سكاكين مينغ. الحروف المينغية كبيرة وذات زوايا. تحتوي على نقوش خلفية واسعة. اكتُشفت مجموعة من هذه السكاكين في فترة جيا تشينغ (1796-1820) في بوشان في شرق شاندونغ. عُثر على اكتشافات لاحقة في نفس المنطقة. كانت هذه المنطقة جزءًا من ولاية تشي. وتشير أساطيرهم أيضًا إلى تشي. بين عامي 284 و279 قبل الميلاد احتلت دولة يان معظم أراضي تشي، ومن المتفق عليه عمومًا أن هذه العملات المعدنية تعود إلى ذاك الوقت. بخلاف ذلك لم تُفك رموز نقوشها العكسية، والتي يبدو أنها تشير إلى أسماء الأماكن بشكل مرضٍ. تشير إحدى القراءات إلى الحرف الأول على أنه جو (بالصينية: 莒; البينيين: jǔ) من مدينة جو.[1]:74
- السكاكين المستقيمة: وهي سكاكين أصغر حجمًا وشفراتها ليست منحنية أو منحنية قليلاً فقط. وقد صدرت هذه السكاكين في عدد قليل من الأماكن في ولاية تشاو. وتتضمن هذه الفئة بعض السكاكين الأصغر حجمًا ذات الأشكال المختلفة. وقد عُثر عليها في مجموعات مع سكاكين مينغ.[1]:76

### العملات المعدنية المستديرة المبكرة

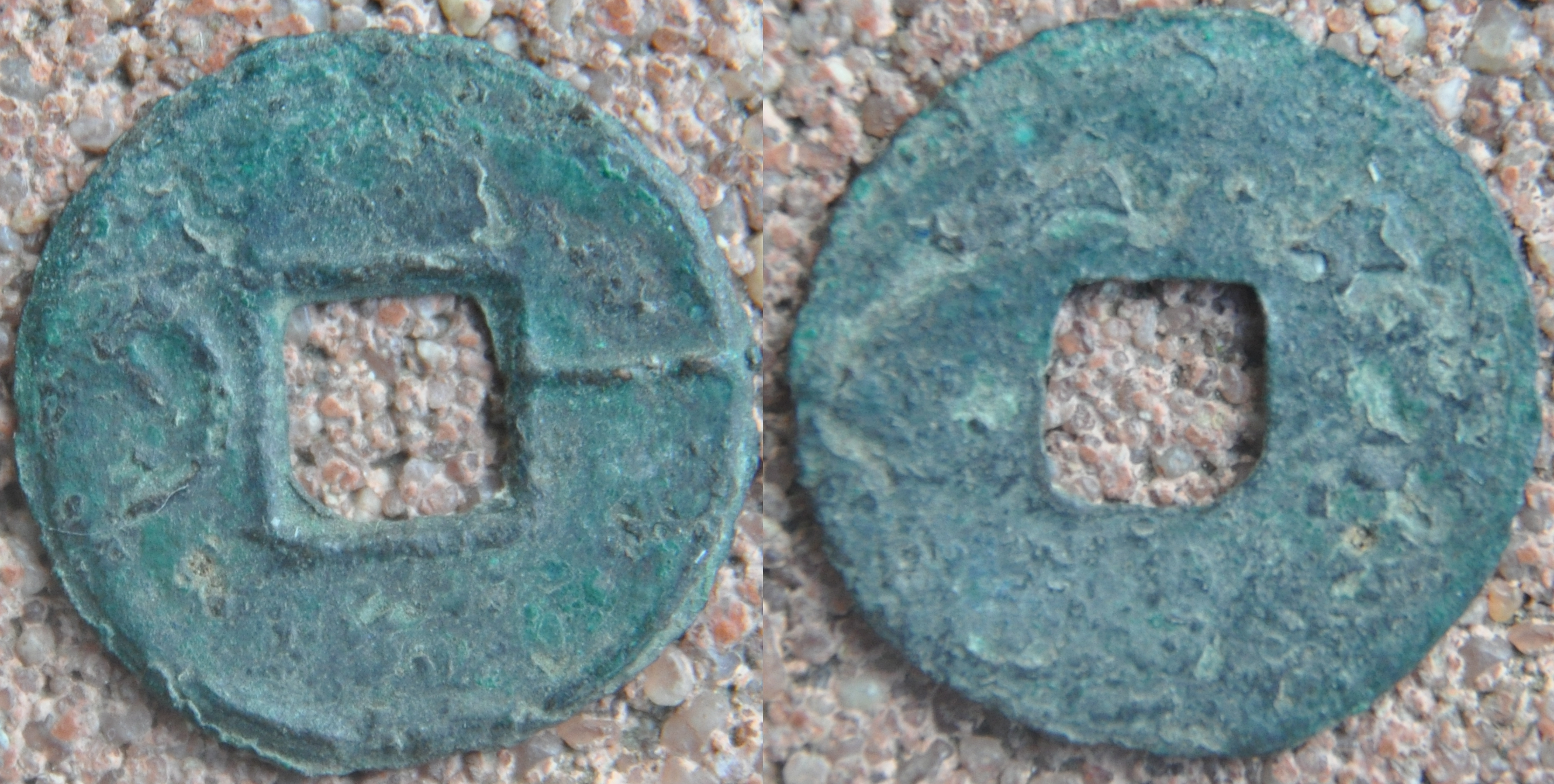
عملة هوا واحدة من يان.

العملة المعدنية المستديرة (圜錢 هوان تشيان أو 圜金 هوانجين) سلف العملة النقدية المألوفة، والتي قاموا بتداولها في كل من مناطق نقود المجرفة والسكين في فترة تشو من حوالي 350 قبل الميلاد. باستثناء عملتين معدنيتين صغيرتين ومن المفترض أنهما متأخرتان من عهد تشين، كانت العملات المعدنية من منطقة نقود المجرفة تحتوي على ثقب دائري (好"الخير") في منتصف الوجه (肉"اللحم") وكانت تسمى العملة بالين (釿 ) في السهل الأوسط وليانغ (兩) في تشين. كانت العملات النقدية من منطقة السكين تحتوي على ثقب مربع وكانت تسمى بالهوا (化).:80
مع أن عملات تشو لغرض المناقشة مقسمة إلى فئات من السكاكين والمجارف والعملات المستديرة، فمن الواضح من الاكتشافات الأثرية أن معظم الأنواع المختلفة كانت متداولة معًا. عٌثر على كنز في عام 1981 بالقرب من خبي في مقاطعة خنان الشمالية يتكون من: 3,537 مجرفة غونغ و3 مجارف مقوسة القدم من نوع أني و8 مجارف ليانغ دانج لي و18 مجرفة ليانغ مربعة القدم و1,180 عملة يوان مستديرة وكلها محفوظة في ثلاث جرار طينية. ومن الأمثلة الأخرى اكتشاف قطعة أثرية في مقاطعة لياونينغ في عام 1984 تتكون من 2280 عملة يي هوا مستديرة و14 عملة مجرفة و120 سكين مينغ. في عام 1960 في مقاطعة شاندونغ، عُثر على عملتين دائريتين من نوع يي هوا و600 عملة دائرية من نوع تشي و59 سكين تشي. وفي لويانغ، عُثر في عام 1976 على 116 مجرفة بمقبض مسطح من أنواع مختلفة (شيانغيوان ولين ونيا وبيينغيانغ ويو وأنيانغ وغونغ)، و46 عملة أنزانغ مستديرة وعملة يوان مستديرة واحدة ومجارف كتف صغيرة/مائلة من سانتشوان و"وو" وأنزانغ ودونغ تشو وفنغ وأنتشو.:82

## سلالة تشين

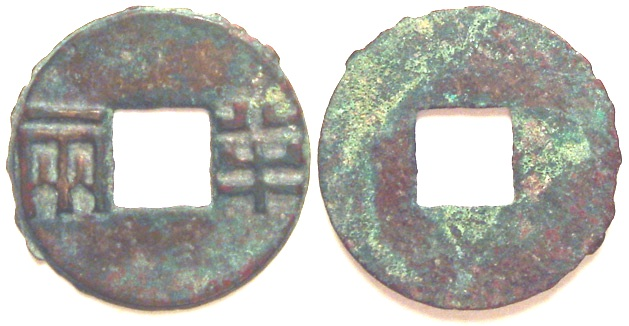
هان بان ليانغ الغربي ، يعرض النقشمكتوب من اليمين إلى اليسار على الوجه الأمامي وعلى الوجه الخلفي فارغ.

ارتبطت هذه العملات تقليديًا بـ تشين شي هوانغ دي أول إمبراطور صيني، الذي وحد الصين في عام 221 قبل الميلاد. يقول تاريخ هان: "عندما وحد تشين العالم صنع نوعين من العملات: الذهب الأصفر، الذي كان يسمى يي (鎰) وكانت عملة الطبقة العليا. وكانت من البرونز وكانت مماثلة في الجودة لعملات تشو، ولكنها تحمل نقشًا يقول نصف أونصة وكانت مساوية في الوزن لنقشها.[بحاجة لمصدر]
تأخذ عملات بان ليانغ أو بان ليانغ اسمها من حجمها الأصلي 半兩 المكون من حرفين ( بانليونغ) وتعني "نصف ليانغ"، مكتوبة من اليمين إلى اليسار في اللغة الصينية الكلاسيكية. كان الليانغ وحدة صغيرة من وحدات قياس الوزن في تشين والمعروفة أيضًا باسم "التايل" أو "الأونصة الصينية"، والتي تساوي تقريبًا 16 g (0.56 oz). وقسمت ليانغ إلى 24 تشو (銖، zhū ) بحيث كانت كل عملة من عملات بان ليانغ تساوي نظريًا 12 تشو أو حوالي 8 g (0.28 oz) . وقد حافظوا على النقش من خلال جولات متكررة من خفض قيمتها الجوهرية وتعرضها التزوير المستمر، ومع ذلك في الممارسة العملية يُعثر على بان ليانغ في مجموعة كبيرة ومتنوعة من الأحجام والأنماط الخطية ويصعب تحديد تاريخها وتصنيفها بدقة وخاصة فيما يتعلق بالسك المحلي وغير الرسمي.
تشير الأدلة الأثرية الآن إلى أن بان ليانغ صدر لأول مرة في فترة الدول المتحاربة من قبل دولة تشين ولعل ذلك كان في وقت مبكر من عام 378 قبل الميلاد. كان من بين الاكتشافات الرائعة بعض الألواح المصنوعة من الخيزران والتي عُثر علىها لوائح (وضعت قبل عام 242 قبل الميلاد) تتعلق بالنقود المعدنية والقماشية. كان من المقرر وضع ألف قطعة نقدية: جيدة ورديئة مختلطة في أقلام (سلال أو جرار) وختمها بخاتم المدير. وفي مدينة تشانغبو في شنشي اكتُشفت جرة محكمة الغلق تحتوي على 1000 قطعة بان ليانغ بأوزان وأحجام مختلفة. عُثر على 7 بان ليانغ في مقبرة يعود تاريخها إلى عام 306 قبل الميلاد.
في بداية عهد أسرة هان الغربية حوالي عام 200 قبل الميلاد سُمح للناس بصب عملات معدنية خفيفة صغيرة تُعرف باسم عملات "بذور الدردار" (榆莢 ، يو جيا ). حيث كانت عملات تشين الثقيلة غير مريحة. وفي عام 186 قبل الميلاد، خُفِّض وزن العملة الرسمي إلى 8 تشو. وفي عام 182 قبل الميلاد كانت العملة بقيمة 5 فينات (五分( wǔ fēn ) وتزن 2.4 تشو، أي خمس حجم نصف أونصة المناسب لبان ليانغ. في 175 قبل الميلاد حُدد الوزن بقيمة 4 تشو. سُمح مرة أخرى بالسك الخاص للعملات، ولكن مع فرض تنظيم صارم للوزن والسبائك. في 119 قبل الميلاد استُبدل بان ليانغ بـسان تشو (三銖) وزنها 3 تشو ثم بوو تشو (五銖) وزنها 5 تشو.:83

## سلالة هان

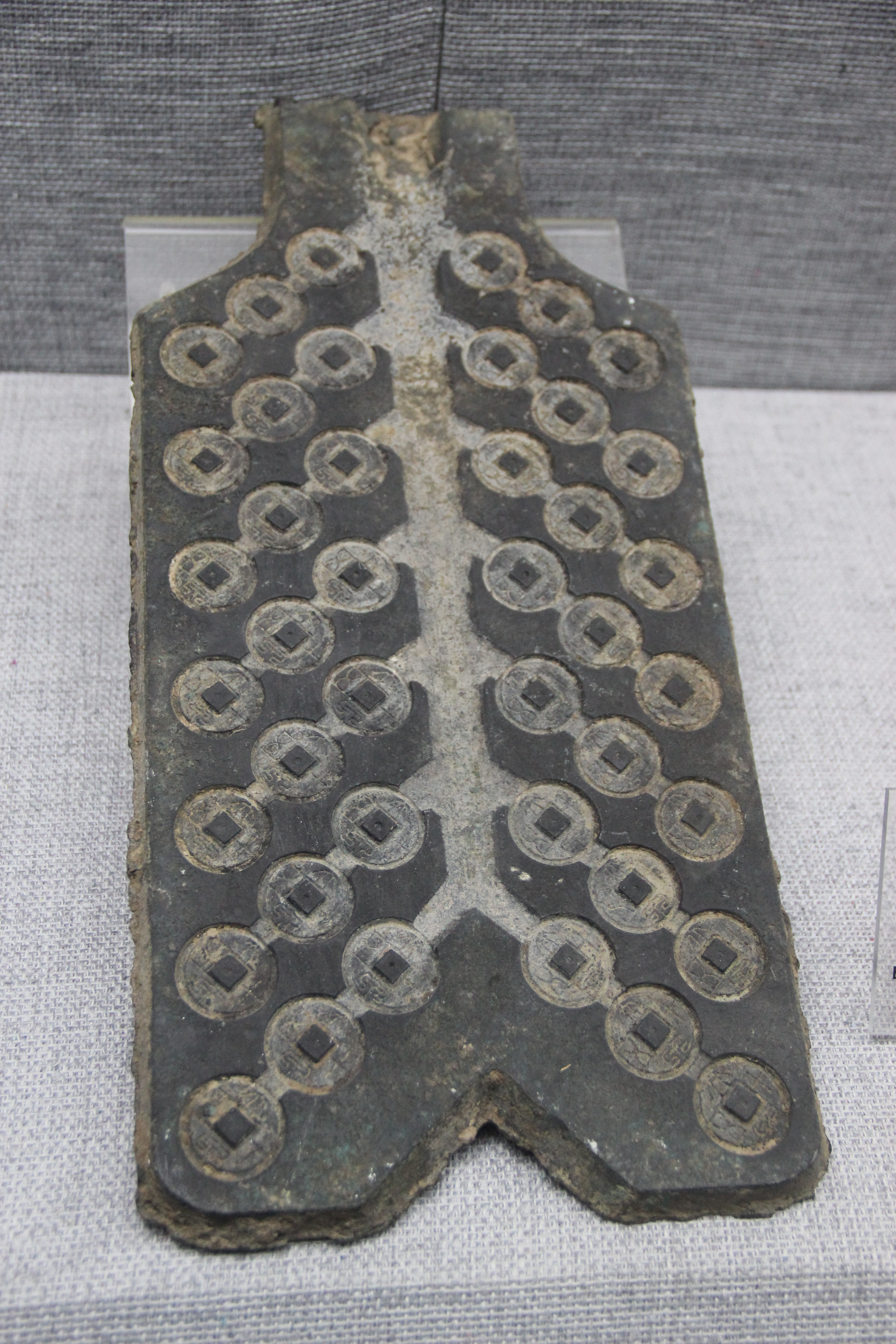
قالب عملة من عهد أسرة هان

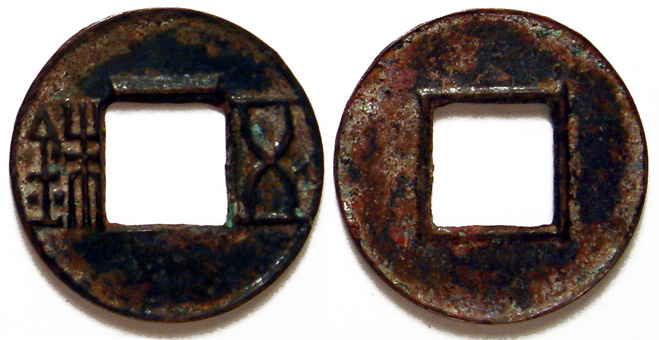
الوجه والظهر لعملة شانغ لين سان جوان وو تشو.

بحلول هذه الفترة كان اقتصاد نقدي كامل قد تطور. ودُفعت الضرائب والرواتب والغرامات بالعملات المعدنية. أُنتج منها متوسط 220 مليون قطعة نقدية سنويًا. وفقًا لكتاب هان كانت فترة حكم هان الغربية فترة ثرية[بحاجة لمصدر] :
وكانت مخازن الحبوب في المدن والأرياف ممتلئة وكانت خزائن الحكومة مليئة بالثروات. وتراكمت مئات الملايين من الدولارات من النقد في العاصمة حتى تآكلت الحبال التي كانت تربطها ولم يعد من الممكن إحصاؤها.
في المتوسط يبلغ سعر الدخن 75 دولاراً نقداً والأرز المصقول 140 دولاراً للهكتولتر والحصان 4400-4500 دولار نقداً. يمكن استئجار عامل مقابل 150 دولارا شهريا ويمكن للتاجر أن يكسب 2000 دولار شهريا. وبالإضافة إلى عملات بان ليانغ المذكورة سابقًا كانت هناك عملتان آخرتان من هان الغربية يشير نقشهما إلى وزنهما:
- أُصدرت عملة سان تشو (بالصينية: 三銖; البينيين: sān zhū; بالترجمة الحرفية 'ثلاثة زو – 1.95 غرام') إما بين عامي 140 و136 قبل الميلاد أو بين عامي 119 و118 قبل الميلاد. السجلات غير واضحة ولكن التاريخ الأخير هو الأكثر تفضيلاً بشكل عام.

- أُصدرت وو تشو (بالصينية: 五銖; البينيين: wǔ zhū; بالترجمة الحرفية 'خمسة زو – 3.25 غرام') لأول مرة في عام 118 قبل الميلاد، واستخدمت هذا النقش على العملات في العديد من الأنظمة الحاكمة على مدى 700 عام. أحيانًا يمكن تأريخ عملات وو تشو بشكل دقيق بناءً على القوالب المؤرخة التي اكتشفت أو أماكن العثور عليها، ولكن الأغلبية لا يمكن تأريخها بهذه الطريقة. العملات التي تعود إلى أسرة هان الغربية تتميز بأن الجزء العلوي الأيمن من عنصر تشو ذو شكل مربع. أما في العملات اللاحقة فهو مستدير. إنّ بعض الأنواع التي وصفها علماء العملات مذكورة هنا.

- جون قوه وو تشو (بالصينية: 郡國五銖; البينيين: jùn guó wǔ zhū) (118–115 قبل الميلاد): هي عملة كبيرة وثقيلة مع حواف غير مصقولة. أحيانًا يكون الوجه الخلفي بلا حواف. تُعتبر أقدم عملة وو تشو. وفقًا لتاريخ هان أُصدر في عام 118 قبل الميلاد أمر إلى الولايات (جون) والإمارات (قوه) بصك عملات 5 تشو بحواف دائرية لتجنب قصها واستخلاص القليل من النحاس.

- تشي زي وو تشو (بالصينية: 赤仄五銖; البينيين: chì zè wǔ zhū) (115–113 قبل الميلاد): هي عملة أخف وزنًا من السابقة، مع حواف مصقولة. تشير سجلات هان إلى أنه في عام 115 قبل الميلاد طُلب سك عملات تشي زي في العاصمة، بحيث تعادل الواحدة منها خمس عملات محلية. وكان يُفترض تداول هذه العملات فقط. تعني تشي زي "الحافة الحمراء (أو اللامعة)"في إشارة إلى النحاس الأحمر الذي يظهر عند صقل الحواف. عُثر على بعض أمثلة هذه العملة في قبر ليو شينغ أمير تشونغشان، الذي توفي في عام 113 قبل الميلاد.
- شانغ لين سان غوان وو تشو (بالصينية: 上林三官五銖; بالبينين: shàng lín sān guān wǔ zhū) (من 113 قبل الميلاد): تشير إلى المكاتب الثلاثة في حديقة شانغ لين وهي: مكتب سك العملات ومكتب فرز النحاس ومكتب تحقيق التوازن في الأسعار. أصبح صك العملات محصورًا الآن بالسلطات المركزية. غالبًا ما تحتوي هذه العملات على حافة بارزة أعلى الثقب على الوجه الأمامي. كانت جودتها عالية جدًا لدرجة أن التزوير كان غير مجدٍ إلا للحرفيين المهرة أو المجرمين الكبار أو اللصوص. كان من المفترض إذابة جميع العملات السابقة وأخذ النحاس إلى شانغ لين.
- عملات وو تشو (25 ميلادي): حتى بعد نهاية نظام وانغ مانغ (انظر أدناه) بقي نظام العملات في حالة من الفوضى. كانت الملابس والحرير والحبوب تُستخدم كعملة إلى جانب العملات المعدنية. ومع ذلك كانت النقود هي المقياس الطبيعي للثروة واستخدمت بكميات كبيرة. عندما كان يانغ بينغ (92–195 ميلادي) يعاني من صعوبات اقتصادية، قدمت هدية له قدرها مليون نقدًا. استمر إصدار عملات وو تشو إلى جانب عملات أخرى حتى نهاية القرن السادس. يمكن أن تُنسب بعض العملات إلى فترات حكم أو أحداث محددة، لكن العديد منها لا يمكن نسبُه.
- يُنسب وو تشو الحديدي، الذي يشبه عملة أسرة هان الغربية، إلى غونغسون شو الذي تمرد في سيشوان في عام 25 ميلادي وأصدر عملات حديدية. حيث كانت اثنتان منها تعادل عملة واحدة من جيان وو وو تشو (بالصينية: 建武五銖; بالبينين: jiàn wǔ wǔ zhū). كانرأس عنصر تشو مستدير وهو النموذج المعتاد لعملات وو تشو الخاصة بأسرة هان الشرقية.

في عام 30 بعد الميلاد كان شباب سيتشوان يغنون أنشودة: "الثور الأصفر! البطن البيضاء! فلتعد عملات وو تشو". وقد كانت هذه الانشودة سخرية من رموز وانغ مانغ والعملات الحديدية لغونغسون شو، والتي سحبها إمبراطور هان الشرقية غوانغوو في السنة السادسة عشرة من حكم جيان وو (40 م). وقد أُشير إلى أن أساس ثروة أي بلد يعتمد على اقتصاد سياسي جيد وهو ما ظهر في عملات وو تشو القديمة الجيدة، ولذلك أعيد إصدار عملات وو تشو.
- سي تشو وو تشو (بالصينية: 四出五銖; البينيين: sì chū wǔ zhū; بالترجمة الحرفية 'Four Corner five zhu') لها أربعة خطوط على الجانب الخلفي تشع من زوايا الحفرة. تُنسب إلى الإمبراطور هان الشرقي لينغ عام 186م. يقال أن الخطوط الأربعة تمثل الثروة المتدفقة من مدينة مدمرة، وهي لعنة الإطاحة بسلالة هان.
- شو وو تشو (بالصينية: 蜀五銖; البينيين: shǔ wǔ zhū) هذه العملات المعدنية تحمل كلمة تشوان (بالصينية: 川; البينيين: chuān) على الوجه. أو الأرقام من 1 إلى 32 على الوجه الخلفي بأحرف إنجليزية. وينسبون إلى شو هان (221-265) بحكم أماكن العثور عليهم في قانسو.
- شين لانغ وو تشو (بالصينية: 沈郎五銖; البينيين: shén láng wǔ zhū; بالترجمة الحرفية 'اللورد شين') لا يوجد عليها عنصر جين في تشو. وهي منسوبة إلى شين تشونغ من بيت وو. وقد صنعت بعد تأسيس أسرة جين الشرقية في عام 317. ويعرف أيضًا باسم شين تشونغ وو تشو (بالصينية: 沈充五銖; البينيين: shén chōng wǔ zhū). وتحتوي قصيدة قديمة على الأسطر التالية:بذور الدردار لا حصر لها مضغوطة في الأوراق ،

النقد الأخضر للورد شين يخط في شوارع المدينة.ويشير الاقتباس إلى أن عملة اللورد شين كانت صغيرة وخفيفة.[بحاجة لمصدر]
- دانغ ليانغ وو تشو (بالصينية: 當兩; البينيين: dāng liǎng; بالترجمة الحرفية 'تساوي اثنين')هو عملة معدنية كبيرة وسميكة، بوزن اسمي قدره 8 تشو. تُنسب إلى الإمبراطور وين من سلالة سونغ الجنوبية، الذي قام بسكها في عام 447 كإجراء ضد ممارسات التزوير في صك العملات.
- تيان جيان وو تشو (بالصينية: 天監五銖) تحتوي على حافة داخلية على الوجه الأمامي. في بداية عهد سلالة ليانغ كان استخدام النقود مقتصرًا على العاصمة، بينما كانت تُستخدم الحبوب والقماش في التجارة في أماكن أخرى. كان الجميع يستخدمون الذهب والفضة في الجنوب. لذلك في السنة الأولى من فترة تيان جيان (502) قام الإمبراطور وو بسك عملات وو تشو بوجود حافة خارجية وداخلية. كما قام بسك نوع آخر بدون حافة يُسمى العملة الأنثوية. كان النوعان يُتداولان معًا.
- نو تشيان (بالصينية: 女錢; البينيين: nǚ qián; بالترجمة الحرفية 'العملة الأنثوية') لا تحتوي على حافة خارجية.
- هناك نسخة حديدية من وو تشو مع أربعة خطوط تمتد من زوايا الفتحة على الوجه الخلفي. تُنسب إلى الإمبراطور وو من ليانغ في عام 523. بحلول عام 535 اشتكى التجار في سيتشوان من صعوبة ربط هذا العدد الكبير من العملات المعدنية معًا ومن العدد الكبير من العربات اللازمة لنقلها.
- ليانغ تشو وو تشو (بالصينية: 兩柱五銖; البينيين: liǎng zhù; بالترجمة الحرفية 'العامودين') تحتوي على نقطة فوق وتحت الفتحة على الوجه الأمامي. تُنسب إلى الإمبراطور يوان من سلالة ليانغ في عام 552، وكان من المفترض أن تعادل قيمتها عشر عملات عادية.
- سي تشو وو تشو (بالصينية: 四柱五銖; البينيين: sìzhù wǔ; بالترجمة الحرفية 'االأعمدة الأربعة') تحتوي على نقطتين على الوجه الأمامي والخلفي. تُنسب إلى الإمبراطور جينغ من سلالة ليانغ في عام 557. كان من المفترض في البداية أن تعادل قيمتها عشرين عملة عادية، لكنها سرعان ما أصبحت تعادل قيمة عملة واحدة. ومع ذلك عُثر على عملات مماثلة تحمل نقاطًا في مقابر تعود إلى تاريخ أقدم بكثير.
- تشين وو تشو (الصينية: 陳五銖; البينيين: chén wǔ zhū) تحتوي على حافة خارجية قوية ولا تحتوي على حافة داخلية. الجزء العلوي من المقطع "تشو" مربع بينما الجزء السفلي دائري. تُنسب إلى الإمبراطور وين من سلالة تشين الجنوبية، وتم سكها اعتبارًا من العام الثالث لفترة تيان جيا (562). كانت قيمة تشين وو تشو تعادل عشر عملات صغيرة من نوع عين الإوزة.
- يونغ بينغ وو تشو (الصينية: 永平五銖; البينيين: yǒng píng wǔ zhū) تحتوي على حروف طويلة ونحيلة. تُنسب إلى الإمبراطور شوان من سلالة وي الشمالية خلال فترة يونغ بينغ (510).
- دا تونغ وو تشو (الصينية: 大統五銖; البينيين: dà tǒng wǔ zhū) تحتوي على حافة خارجية قوية وحافة داخلية فقط بجانب "وو". الخطوط المتقاطعة لـ"وو" مستقيمة. تُنسب إلى الإمبراطور وين من سلالة وي الغربية خلال فترة دا تونغ (540).
- وي الغربية وو تشو (الصينية: 西魏五銖; البينيين: xīwèi wǔ zhū) تحتوي على خطوط متقاطعة مستقيمة في "وو" والحافة الداخلية موجودة فقط بجانب "وو". كانت تُنسب سابقًا إلى سلالة سوي، ولكن عُثر على عملات من هذا النوع المميز داخل قبر هوو يي من وي الغربية (535–56).
- سوي وو تشو (الصينية: 随五銖; البينيين: suí wǔ zhū) تحتوي على "وو" على شكل ساعة رملية وحافة داخلية بجانب "وو" فقط. سكت لأول مرة بواسطة الإمبراطور وين في عام 581. بعد تقديم هذه العملات الجديدة أمر الإمبراطور جميع الحدود بتسليم 100 نقد كمثال في عام 583 وفي العام التالي منع تداول العملات القديمة بشدة وأمر بأن يُغرَّم المسؤولون الذين يخالفون هذا الأمر بنصف راتبهم السنوي. كان وزن 1,000 عملة 4 جين و2 ليانغ. مُنحت امتيازات سك العملات لعدة أمراء إمبراطوريين خلال هذا العهد.
- باي تشيان وو تشو (بالصينية: 白錢五銖; البينيين: bái qián wǔ zhū; بالترجمة الحرفية 'العملة البيضاء') تحتوي على نقوش مشابهة. اللون الأبيض لهذه العملة ناتج عن إضافة الرصاص والقصدير إلى السبيكة. وهو أمر حصل رسميًا منذ عام 585.
- يان هوان وو تشو (بالصينية: 綖環五銖; البينيين: yán huán wǔ zhū; بالترجمة الحرفية 'هامش أو حلقة الخيط') هي عملة وو تشو قُطع منتصفها لصنع عملتين.
- زاو بيان وو تشو (بالصينية: 鑿邊五銖; البينيين: záo biān wǔ zhū; بالترجمة الحرفية 'حافة محفورة') هي الجزء الداخلي من عملة وو تشو، حيث تم استخدام الجزء الخارجي لصنع حلقة خيطية. تظهر القوالب الباقية أن بعض عملات وو تشو قد تم سكها بالفعل بهذه الطريقة.
- إي يان (بالصينية: 鵝眼; البينيين: É yǎn; بالترجمة الحرفية 'عين الإوزة') أو جي مو (بالصينية: 雞目; البينيين: jī mù; بالترجمة الحرفية 'عين الدجاج') هي أسماء تُطلق على مختلف عملات وو تشو الصغيرة جدًا. هذا نوع شائع بنقوش حادة، وقد تم العثور عليه في مقابر من عهد أسرة هان الغربية بين 73–33 قبل الميلاد.
- العملات الصغيرة بدون نقوش. تُنسب تقليديًا إلى دونغ زهو (الصينية: 董卓; البينيين: dǒngzhuō)، الذي استولى على العرش في عام 190 وأذاب تسعة تماثيل ضخمة من عهد أسرة تشين لصنع العملات. ومع ذلك قد تكون قد سكت في فترات أخرى.[8]:85, 91–94

## سلالة شين

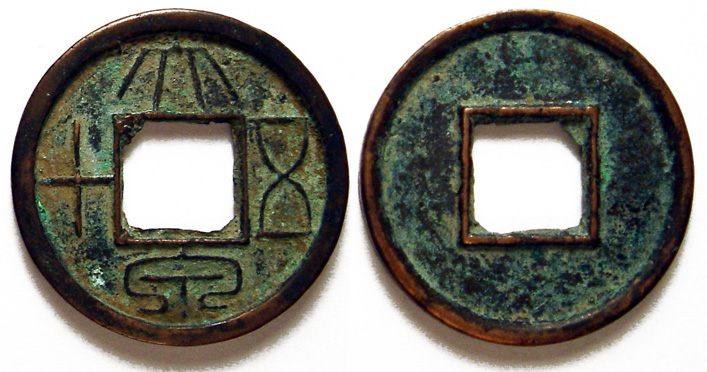
الوجه والظهر لعملة دا كوان وو شي.

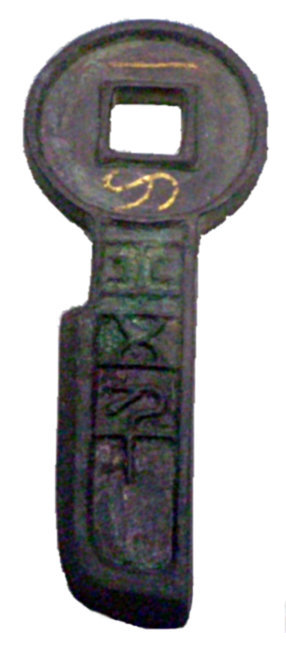
يي داو بينغ وو تشيان

كان وانغ مانغ هو ابن شقيق الإمبراطورة الأرملة وانغ. وفي عام 9 بعد الميلاد استولى على العرش وأسس سلالة شين. قدم عددا من إصلاحات العملة التي لاقت درجات متفاوتة من النجاح. احتفظ الإصلاح الأول في 7 بعد الميلاد بعملة وو تشو، لكنه أعاد تقديم نسختين من أموال السكين:
- يي داو بينغ وو تشيان ( (بالصينية: 一刀平五千; البينيين: yīdāo píng wǔqiān; بالترجمة الحرفية 'سكين واحد بقيمة خمسة آلاف') حيث رُصِّع أحرف يي داو بالذهب.
- 契刀五百تشي داو وو باي ( (بالصينية: 契刀五百; البينيين: qì dāo wǔbǎi; بالترجمة الحرفية 'سكين منقوش خمسمائة')

بين عامي 9 و10 بعد الميلاد قدم وانغ مانغ نظامًا معقدًا بشكل مستحيل يتضمن صدفة السلحفاة والمحار والذهب والفضة وست عملات نحاسية مستديرة وأعاد تقديم عملة المجرفة في عشر فئات.
العملات الستة 9-14 م.
- شياو كوان تشي يي ( (بالصينية: 小泉直一; البينيين: xiǎoquán zhí yī; بالترجمة الحرفية 'عملة صغيرة ، القيمة الأولى')
- ياو كوان يي شي (بالصينية: 么泉一十; البينيين: yǎo quán yīshí; بالترجمة الحرفية 'عملة الرضيعة، عشرة')
- يو كوان إر شي (بالصينية: 幼泉二十; البينيين: yòu quán èrshí; بالترجمة الحرفية 'عملة الأحداث، عشرون')
- تشونغ كوان سان شي (بالصينية: 中泉三十; البينيين: zhōng quán sānshí; بالترجمة الحرفية 'عملة متوسطة، ثلاثون')
- تشوانغ تشيوان سي شي ( (بالصينية: 壯泉四十; البينيين: zhuàng quán sìshí; بالترجمة الحرفية 'عملة الكبار، أربعون')
- دا كوان وو شي (بالصينية: 大泉五十; البينيين: dàquán wǔshí) هي عملة معدنية مستديرة بقيمة اسمية تبلغ خمسين وو تشو.